# Zuhause (Lied)
Zuhause ist ein Lied des deutschen Popsängers Adel Tawil, in Kooperation mit dem US-amerikanischen Reggaemusiker Matisyahu. Das Stück ist die vierte Singleauskopplung aus seinem Debütalbum Lieder.

## Entstehung und Artwork
Das Lied wurde von den beiden Interpreten Matthew Miller (Matisyahu) und Adel Tawil selbst, zusammen mit den Koautoren Jack Knight, Konstantin Scherer (Djorkaeff) und Vincent Stein (Beatzarre), geschrieben. Die beiden Koautoren Beatzarre und Djorkaeff zeichneten zudem auch für die Produktion verantwortlich. Die Aufnahmen fanden in den Hamburger Boogiepark Studios statt.
Auf dem Frontcover der Single sind nur die Künstlernamen und der Liedtitel, vor einem weißen Hintergrund, zu sehen.

## Veröffentlichung und Promotion
Die Erstveröffentlichung von Zuhause erfolgte zunächst als Teil von Tawils Debütalbum Lieder am 8. November 2013 bei Vertigo Records. Am 27. Juni 2014 erfolgte die Veröffentlichung als Single, diese erschien als Einzeltrack zum Download und Streaming. Während der Fußball-Weltmeisterschaft 2014 dichtete Tawil für den Südwestrundfunk den Text immer auf den entsprechenden Gegner der deutschen Fußballnationalmannschaft um. Die Versionen wurden kurz von den Spielen als Airplay veröffentlicht.
Um das Lied zu bewerben, erfolgte unter anderem ein Liveauftritt zur Hauptsendezeit, während der ESC Grand Prix Party 2014 auf der Hamburger Reeperbahn. Des Weiteren folgten Liveauftritte im ZDF-Fernsehgarten und im ZDF-Morgenmagazin.

## Inhalt
Der Liedtext zu Zuhause ist multilingual teils in deutscher und teils in englischer Sprache verfasst. Sowohl die Musik als auch der Text wurden gemeinsam von Beatzarre, Jack Knight, Matisyahu, Konstantin Scherer und Adel Tawil geschrieben beziehungsweise komponiert. Die Verse werden von Tawil in deutscher Sprache und von Matisyahu in englischer Sprache gesungen. Der Refrain ist komplett in Deutsch verfasst und wird von Tawil alleine gesungen. Musikalisch bewegt sich das Stück im Bereich der Popmusik.
Universal Music selbst beschrieb den Inhalt des Liedes wie folgt: „Im Song Zuhause erzählen Adel Tawil und Matisyahu, der jüdische Rapper aus Brooklyn, die Geschichte von Liebe und Brüderlichkeit neu. Sie bringen ihre Hoffnung zum Ausdruck, dass es eben doch gehen könnte, mit dem Zusammenleben der Völker und dem Zusammenleben von dir und mir. Wenn wir das, was uns oberflächlich zu trennen scheint, beiseite wischen würden. Wenn wir aufhören würden mitzurechnen, Geld, Geld sein ließen und endlich die Liebe regieren lassen würden.“

„Komm wir bring’ die Welt zum Leuchten,

egal woher du kommst.

Zuhause ist da wo deine Freunde sind,

hier ist die Liebe umsonst.“

## Musikvideo
Das Musikvideo zu Zuhause feierte seine Premiere auf der Videoplattform YouTube am 4. Juli 2014. Bereits eine Woche zuvor lud Tawil ein Lyrikvideo auf seinem Profil hoch. Zu sehen sind Tawil und Matisyahu, die das Lied an verschiedenen Schaupunkten einer US-amerikanischen Küstenlandschaft singen. Zwischendurch sind immer wieder Menschen in ihren Alltagssituationen zu sehen, über denen strahlende Sterne im Himmel hinwegziehen. Die Gesamtlänge des Videos beträgt 3:29 Minuten. Regie führte, wie schon bei den zuvor veröffentlichten Singles Aschenflug und Weinen, wieder Kim Frank. Bis Februar 2025 zählte das Musikvideo über 28,5 Millionen Aufrufe bei YouTube.

## Mitwirkende
| Liedproduktion - Beatzarre: Komponist, Liedtexter, Musikproduzent - Jack Knight: Komponist, Liedtexter - Matisyahu: Gesang, Komponist, Liedtexter - Konstantin Scherer: Komponist, Liedtexter, Musikproduzent - Adel Tawil: Gesang, Komponist, Liedtexter | Musikvideo - Kim Frank: Regisseur (Musikvideo) Unternehmen - Boogiepark Studios: Tonstudio - Universal Music Group: Vertrieb - Vertigo Records: Musiklabel |

## Kommerzieller Erfolg

### Chartplatzierungen
Zuhause erreichte in Deutschland Rang 23 der Singlecharts und konnte sich 22 Wochen in den Charts platzieren. In Österreich erreichte die Single Rang sechs und hielt sich drei Wochen in den Top 10 und 20 Wochen in den Charts. In der Schweiz platzierte sich das Lied zwei Wochen in den Charts und erreichte mit Rang 64 seine beste Chartnotierung. 2014 platzierte sich Zuhause auf Rang 64 der österreichischen Single-Jahrescharts.
Für Tawil als Interpret ist dies der achte Charterfolg in Deutschland sowie der sechste in Österreich und der siebte in der Schweiz. In Österreich ist es sein vierter Top-10-Erfolg. Als Autor ist es bereits der 25. Charterfolg in Deutschland sowie der 13. Charterfolg in Österreich und der zwölfte in der Schweiz. In Österreich ist es sein sechster Top-10-Erfolg in seiner Autorentätigkeit. Matisyahu erreichte in seiner Karriere als Interpret mit Zuhause zum einzigen Mal die Singlecharts aller D-A-CH-Staaten.
| ChartsChartplatzierungen | Höchstplatzierung | Wochen |
| ------------------------ | ----------------- | ------ |
| Deutschland (GfK)        | 23 (22 Wo.)       | 22     |
| Österreich (Ö3)          | 6 (20 Wo.)        | 20     |
| Schweiz (IFPI)           | 64 (2 Wo.)        | 2      |

| ChartsJahrescharts (2014) | Platzierung |
| ------------------------- | ----------- |
| Österreich (Ö3)           | 64          |

### Auszeichnungen für Musikverkäufe
Im September 2017 wurde Zuhause in Deutschland mit einer Goldenen Schallplatte für über 200.000 verkaufte Einheiten ausgezeichnet.

| Land/Region        | Auszeichnungen für Musikverkäufe (Land/Region, Auszeichnung, Verkäufe) | Verkäufe |
| ------------------ | ---------------------------------------------------------------------- | -------- |
| Deutschland (BVMI) | Gold                                                                   | 200.000  |
| Insgesamt          | 1× Gold ·                                                              | 200.000  |